# بوسدرات (مقريصات)
بوسدرات هو دُوَّار يقع بجماعة مقريصات، إقليم وزان، جهة طنجة تطوان الحسيمة في المملكة المغربية. ينتمي الدوّار لمشيخة مقريصات التي تضم 5 دواوير. يقدر عدد سكانه بـ 95 نسمة حسب الإحصاء الرسمي للسكان والسكنى لسنة 2004.

## روابط خارجية
- البوابة الوطنية للجماعات الترابية نسخة محفوظة 12 مارس 2018 على موقع واي باك مشين.
- المندوبية السامية للتخطيط